# یونیس جپکوریر
یونیس جپکوریر (انگلیسی: Eunice Jepkorir؛ زادهٔ ۱۷ فوریهٔ ۱۹۸۲) دونده دو استقامت اهل کنیا است.